# Ugly Mac Beer Invasion: The Unofficial MF Doom Mixtape
Ugly Mac Beer Invasion: The Unofficial MF Doom Mixtape è un cd mixato realizzato dal disc jockey francese Ugly Mac Beer. Il cd, composto di 39 tracce, contiene una selezione del "meglio" della produzione di Daniel Dumile, sotto i vari pseudonimi di Mf Doom, Victor Vaughn o con Madvillain. All'interno del disco sono contenute anche tracce di altri artisti, come De La Soul, Gorillaz e Molemen, con i quali Mf Doom ha collaborato nel corso degli anni.

## Tracce
1. Ugly Mac Beer - Invasion Has Come (Intro)
2. Viktor Vaughn - Vaudeville Villain (Musica: King Honey)
3. Madvillain - America's Most Blunted ft. Quasimoto
4. Madvillain 	Strange Ways (Koushik's Remix)
5. MF Doom - Potholderz ft. Count Bass D (Musica: Count Bass D)
6. Viktor Vaughn - Bloody Chain ft. Poison Pen (Musica: Dub-L - Scratch: System D-128)
7. MF Doom - One Beer (Musica: Madlib)
8. MF Doom - Fig Leaf Bi-Carbonate
9. MF Doom - Dead Bent
10. Molemen - Put Your Quarter Up ft. Aesop Rock, MF Doom, Slug (Musica: PNS)
11. De La Soul - Rock Co.Kane Flow ft. Mf Doom
12. Ugly Mac Beer - Interlude
13. King Geedorah - Fazers (Musica: E. Mason)
14. Ugly Mac Beer - Interlude
15. Madvillain - Operation Lifesaver AKA Mint Test
16. Ugly Mac Beer - Interlude
17. Viktor Vaughn - Never Dead ft. M. Sayyid (Musica: Heat Sensor)
18. The Herbaliser - It Ain't Nuttin' ft. Mf Doom
19. MF Doom - My Favourite Ladies
20. Ugly Mac Beer - Interlude
21. Madvillain - All Caps
22. King Honey - Monday Night At Fluid ft.King Ghidra , Kurious, MF Doom
23. MF Doom - Change The Beat (Deux Say Remix)
24. Ugly Mac Beer - Interlude
25. MF Doom - All Outta Ale
26. MF Doom - Operation: Greenbacks ft. Megalon
27. Gorillaz - November Has Come ft. Mf Doom
28. Viktor Vaughn - Modern Day Mugging (Musica: Heat Sensor)
29. Viktor Vaughn - Ode To Road Rage (Musica: Dub-L)
30. MF Doom - Gas Drawls
31. Science Fiction - Hold On To ft. Mf Doom
32. Ugly Mac Beer - Interlude
33. Viktor Vaughn - A Dead Mouse (Musica: King Honey)
34. Ugly Mac Beer - Interlude
35. King Geedorah - Anti-Matter ft. Mf Doom, Mr. Fantastik
36. MF Doom - Doom, Are You Awake?
37. MF Doom - ?
38. Ugly Mac Beer - Interlude
39. Madvillain - Meat Grinder
40. Ugly Mac Beer - Outro